# NGC 5954
NGC 5954 في الفهرس العام الجديد، هي مجرة، تقع في كوكبة الحية. اكتشفت في 17 أبريل 1784 بواسطة ويليام هيرشل.

## روابط خارجية
- NGC 5954 على موقع ويكي سكاي: DSS2, SDSS, GALEX, IRAS, Hydrogen α, X-Ray, Astrophoto, Sky Map, Articles and images